# Todd Skipworth
Todd Skipworth (Perth, 15 de febrero de 1985) es un deportista australiano que compitió en remo.
Ganó dos medallas en el Campeonato Mundial de Remo, en los años 2010 y 2011. Participó en dos Juegos Olímpicos de Verano, ocupando el noveno lugar en Pekín 2008 y el cuarto en Londres 2012 en la prueba de cuatro sin timonel ligero.

## Palmarés internacional
| Campeonato Mundial | Campeonato Mundial        | Campeonato Mundial | Campeonato Mundial        |
| Año                | Lugar                     | Medalla            | Prueba                    |
| ------------------ | ------------------------- | ------------------ | ------------------------- |
| 2010               | Cambridge (Nueva Zelanda) | Medalla de plata   | Cuatro sin timonel ligero |
| 2011               | Bled (Eslovenia)          | Medalla de oro     | Cuatro sin timonel ligero |